# Scream 2
Scream 2 è un film del 1997 diretto da Wes Craven e scritto da Kevin Williamson.
Distribuito da Dimension Films il 12 dicembre 1997, è il secondo capitolo della serie Scream, a cui seguirà Scream 3. Scream 2 si svolge due anni dopo il primo episodio concentrandosi ancora sulla protagonista Sidney Prescott e su altri sopravvissuti di Woodsboro, che divengono bersaglio di un killer imitatore il quale utilizza le sembianze di Ghostface.
Come il predecessore, Scream 2 unisce la violenza del sottogenere slasher con elementi da commedia e di mistero whodunit, mentre satirizza i cliché dei sequel.

## Trama
Ohio, 12 aprile 1997. Maureen Evans e Phil Stevens, due studenti del Windsor College, si recano al cinema per assistere all'anteprima di Squartati, un film ispirato ad un libro, scritto dalla giornalista Gale Weathers, basato sui tragici fatti realmente accaduti a Woodsboro. Durante la proiezione, Phil si allontana un attimo dalla sala per andare alla toilette, dove trova la morte per mano di Ghostface. L'assassino, dunque, entra nella sala con indosso la giacca di Phil. Maureen, credendo si tratti proprio del suo ragazzo, viene pugnalata ripetutamente. Morirà davanti agli occhi increduli degli spettatori, che pensavano si trattasse semplicemente di una trovata pubblicitaria.
Il giorno seguente, vari giornalisti, tra cui Debbie Salt, raggiungono il Windsor College, dove Sidney Prescott studia insieme alla sua compagna di stanza Hallie McDaniel, al suo nuovo fidanzato Derek Feldman, all'amico Randy, sopravvissuto agli omicidi di Woodsboro, e ad un amico di Derek, Mickey Altieri. Altri due superstiti del film precedente arrivano al campus: Linus, con l'intenzione di proteggere Sidney, e Gale, che organizza un incontro tra Sidney e Cotton Weary, intenzionato a ricostruire la sua reputazione dopo aver scontato ingiustamente un anno di galera per l'omicidio di Maureen Prescott. L'intervista suscita l'ira di Sid, che colpisce Gale.
Più tardi quella sera, la bella CiCi Cooper, da sola nella sua confraternita, viene uccisa dall'assassino, non prima di aver ricevuto alcune telefonate da quest'ultimo. Tutti gli altri sono a una festa a pochi metri da lì. Al termine della stessa festa, Sidney e Derek vengono aggrediti da Ghostface, che ferisce Derek a un braccio, e fugge non appena arriva la polizia. Il giorno seguente, dopo aver scoperto che il vero nome di Cici era Casey, Gale ipotizza che Ghostface stia replicando gli omicidi di Woodsboro, prendendo di mira gli studenti che hanno gli stessi nomi delle vittime del film precedente, mentre Randy e Linus fanno mente locale su chi possa essere l'assassino, supponendo si tratti di qualcuno vicino a Sidney.
Mentre i tre sono sul prato del campus, Ghostface telefona dal cellulare di Gale, rivelando loro che li sta osservando. Si mettono dunque a cercarlo in zona, e Randy si avvicina imprudentemente al furgone di Gale, in cui l'assassino si è nascosto. Viene trascinato all'interno e ucciso. Al calare della notte, Gale e Linus si dirigono nella sala cinema per dare un'occhiata ai filmati ripresi dal cameraman, in cui potrebbe apparire l'assassino. Quest'ultimo sbuca nella sala e aggredisce la coppia: Linus viene pugnalato, mentre Gale riesce a fuggire. Intanto, due agenti della polizia locale scortano Sidney e Hallie in un'automobile, al fine di portarle in un luogo più sicuro, ma durante il tragitto vengono uccisi da Ghostface che, nel tentativo di impossessarsi dell'automobile, provoca un incidente in cui perde i sensi. Sidney e Hallie approfittano della situazione per fuggire, ma l'assassino si riprende subito dopo, uccidendo Hallie e costringendo Sidney alla fuga.
Sidney si dirige disperata verso il teatro del college, dove trova Derek legato ad una croce e imbavagliato (come conseguenza di un atto di nonnismo da parte della confraternita). Incomincia a slegarlo quando viene raggiunta da Ghostface, che si rivela essere Mickey Altieri, il quale spara e uccide Derek. Mickey spiega la sua intenzione di uccidere Sidney, per poi farsi catturare ed incolpare, in sede di processo, la violenza nei film per gli omicidi compiuti. Mickey svela, inoltre, di avere un complice: Debbie Salt, la finta giornalista, che si rivela "Nancy Loomis" (la madre di Billy Loomis), la quale uccide Mickey a tradimento, che cadendo ferisce Gale a una costola sparandole. Nancy spiega a Sidney il suo movente, che non era assurdo come quello di Mickey ma è la semplice vendetta per la morte del figlio. Le due donne iniziano a combattere ma nel frattempo accorre Cotton, armato della pistola di Mickey, e le minaccia con essa, ponendo a Sidney come condizione per salvarla l'accettare un'intervista che la ragazza in precedenza si era rifiutata categoricamente di fare. Sidney, con sorpresa di Nancy, accetta e Cotton spara, colpendo al petto la madre di Billy e uccidendola. Sidney si rialza e Cotton le svela che il suo era un bluff, non avendo mai voluto in realtà fare del male alla ragazza. Gale si riprende dalla ferita e si rialza e insieme a Sidney finisce Mickey, che in realtà era ancora vivo.
La mattina dopo, poliziotti e giornalisti accorrono sul posto; Linus, sopravvissuto ancora una volta, viene caricato in un'ambulanza nella quale sale anche Gale, mentre Sidney viene assalita dai giornalisti, vogliosi di sapere come abbia sconfitto l'assassino. La ragazza tuttavia, stanca di essere sempre alla luce dei riflettori, dice che è Cotton il vero eroe, di modo che quest'ultimo possa godersi il suo tanto agognato successo, non prima che lui e Sidney si siano scambiati un ultimo saluto.

## Produzione

### Sceneggiatura
Durante la stesura della sceneggiatura di Scream, Williamson sviluppò inoltre due progetti di cinque pagine per potenziali sequel. Dopo l'uscita del primo episodio, Williamson avrebbe confermato di aver preso in considerazione un concetto di sequel in cui il personaggio di Sidney Prescott avrebbe frequentato il college e un imitatore di Ghostface avrebbe iniziato una nuova serie di omicidi. Dimension Films accettò l'idea del sequel nel marzo del 1997; a quel punto Williamson aveva già sviluppato quarantadue pagine della trama in cui erano coinvolti quattro diversi assassini: Derek, Hellie, Cotton Weary e Debbie Loomis, ovvero la madre di uno degli assassini del film precedente.

### Riprese
Le riprese si sono svolte in un periodo di nove settimane a partire da metà giugno del 1997.

## Accoglienza

### Critica
Come il primo film, Scream 2 ha ricevuto per lo più critiche positive; l'aggregatore di recensioni Rotten Tomatoes ha sintetizzato il responso della critica definendolo  «più spaventoso» del primo Scream con un indice di gradimento dell’81% basato su 81 recensioni..
Roger Ebert ha giudicato il film «buono come l'originale». Anche Gene Siskel sul Chicago Tribune e Janet Maslin sul New York Times hanno espresso giudizi positivi, nonostante avessero entrambi criticato negativamente il primo capitolo della saga.
Time Out London espresse una critica ambivalente, definendo il film superiore alla maggior parte dei film horror, ma povero rispetto a Scream. Variety recensì positivamente il film, affermando che «[characters] ponder whether any sequel ever topped the original. Scream 2 is certainly worthy of being part of that debate» (i personaggi riflettono se un sequel abbia mai superato l'originale. Scream 2 è certamente degno di far parte di questo dibattito). Kim Newman, di Empire, affermò che, pur essendo presenti grandi momenti comici e terrificanti, in Scream 2 è mancata l'originalità del primo episodio.
Inoltre, vi furono critiche sulla morte del personaggio di Randy Meeks, interpretato da Jamie Kennedy. John Muir, autore di Wes Craven: The Art of Horror, definì la fine del personaggio come il momento più devastante del sequel e una «bad call», elogiando tuttavia lo sviluppo degli altri personaggi sopravvissuti dal primo capitolo. Al contrario, Muir criticò tutti i nuovi personaggi di Scream 2, affermando di credere che essi non fossero profondi come quelli del cast originale a causa del concentrarsi del film sul body count e la violenza rispetto all'originale; Muir sostenne che l'assassino del film potrebbe essere letteralmente chiunque, dal momento che al pubblico non vengono mai fornite informazioni sufficienti sui nuovi personaggi per potersi formare un'opinione su di essi. Sull'onda di questo concetto, Roger Ebert commentò affermando che «there is no way to guess who's doing the killing, and everyone who seems suspicious is (almost) sure to be innocent» (non c'è modo di indovinare chi sta uccidendo, e tutti quelli che paiono sospetti sono (quasi) sicuri di essere innocenti).

## Home video
Nel 1998 è uscita la videocassetta del film, distribuita negli USA dalla Buena Vista International e in Italia dalla Cecchi Gori Group.
Nel 2013 la Eagle Pictures ha messo in commercio un'edizione DVD e Blu Ray del film.
Nel 2022 la Paramount Pictures ha messo in commercio un'edizione restaurata in 4K del film per il 25º anniversario

## Colonna sonora

### Tracce
1. Master P e Silkk the Shocker – Scream (testo: Master P)
2. Kottonmouth Kings – Suburban Life (testo: Kottonmouth Kings e AK Brothers)
3. Sugar Ray – Rivers (testo: Sugar Ray e McG)
4. D'Angelo – She's Always in My Hair (testo: Prince)
5. Dave Matthews Band – Help Myself (testo: Dave Matthews)
6. Collective Soul – She Said (testo: Ed Roland)
7. The Jon Spencer Blues Explosion – Right Place, Wrong Time (testo: Dr. John)
8. Foo Fighters – Dear Lover (testo: Dave Grohl, Pat Smear e Nate Mendel)
9. Tonic – Eyes of Sand (testo: Emerson Hart e Tonic)
10. Everclear – The Swing (testo: Art Alexakis e Everclear)
11. Less Than Jake – I Think I Love You (testo: Tony Romeo)
12. Eels – Your Lucky Day in Hell (testo: Mark Oliver Everett e Mark Goldenberg)
13. Nick Cave and the Bad Seeds – Red Right Hand (testo: Mick Harvey, Nick Cave e Thomas Wydler)
14. Kelly – One More Chance (testo: Kelly e T Smoov)
15. Ear2000 – The Race (testo: David Arquette, Gabe Cowan e Sammy Music)

## Distribuzione
Divieti
Nelle sale statunitensi, è stata distribuita con la classificazione di età “R” Rating, ovvero vietato ai minori di 17 anni, “per il linguaggio e forti violenze sanguinose”.
In Italia è vietato ai minori di 14 anni e durante la prima TV su Italia 1 furono rimosse diverse scene, tra cui quella di Sidney che spara alla Sig.ra Loomis.
Distribuzione Internazionale
| Paese         | Anno premier      |
| ------------- | ----------------- |
| Stati Uniti   | 10 dicembre 1997  |
| Australia     | 15 gennaio 1998   |
| Italia        | 10 settembre 1998 |
| Francia       | 8 luglio 1998     |
| Belgio        | 22 luglio 1998    |
| Giappone      | 15 agosto 1998    |
| Argentina     | 10 settembre 1998 |
| Slovenia      | 17 settembre 1998 |
| Colombia      | 16 ottobre 1998   |
| Brasile       | 5 febbraio 1999   |
| Corea del Sud | 5 giugno 1999     |

## Riconoscimenti
- 1998 – ASCAP Award
  - Top Box Office Film a Marco Beltrami
- 1998 – Saturn Award
  - Candidatura alla miglior attrice a Neve Campbell
  - Candidatura alla miglior attrice non protagonista a Courtney Cox
  - Candidatura al miglio film horror
- 1998 – Blockbuster Entertainment Award
  - Attore horror preferito a David Arquette
  - Attrice horror preferita a Neve Campbell
  - Attore horror di supporto preferito a Jamie Kennedy
  - Candidatura all'attrice horror preferita a Courtney Cox
  - Candidatura all'attrice horror di supporto a Jada Pinkett Smith
- 1998 – Razzie Award
  - Candidatura alla peggior nuova star a Tori Spelling
- 1998 – MTV Movie Award
  - Miglior performance femminile a Neve Campbell
- 1998 – IHG Award
  - Candidatura al miglior film